# Daniele Delladio
Daniele Delladio (Cavalese, 11 giugno 1987) è un ex hockeista su ghiaccio e dirigente sportivo italiano.

## Carriera

### Club
Cresciuto nelle giovanili dell'Nuovo Fiemme, ha esordito in seconda serie nella stagione 2006-2007 con la maglia dell'Egna.
Con gli altoatesini giocò per tre stagioni prima di passare ai trentini del Fassa, con cui ha esordito in massima serie, e con cui ha giocato per due stagioni.
Nel 2011 ha fatto ritorno all'Egna, dove è rimasto altre due stagioni prima di passare al Merano per la stagione 2013-2014, disputando sia il campionato di seconda divisione che la Inter-National-League.
Dopo un anno di stop, è tornato all'HC Fiemme neoiscritto alla serie B 2015-2016.
Quando, nel maggio del 2018, il Fiemme incorporò l'altra squadra valligiana, l'HC Cornacci di Tesero, divenendo Valdifiemme Hockey Club, Delladio venne eletto primo presidente del nuovo sodalizio. Nel gennaio del 2019 è tornato all'hockey giocato, pur non lasciando il ruolo dirigenziale. Ha svolto il doppio ruolo anche nell'intera stagione 2019-2020 e nei play-off della stagione 2020-2021.
A partire dalla stagione 2021-2022 gli è subentrato come presidente Armando Chelodi.

### Nazionale
Ha disputato un mondiale di categoria sia con l'Italia under 18 (nel 2005) che con l'Italia under 20 (nel 2007). In entrambi i casi la nazionale azzurra ha chiuso il proprio girone di Prima Divisione all'ultimo posto, retrocedendo.